# Дзагароло
Дзагаро̀ло (на италиански: Zagarolo) е град и община в Централна Италия, провинция Рим, регион Лацио. Разположен е на 310 m надморска височина. Населението на общината е 17 803 души (към 2010 г.).